# Edward Bruce, 2. Lord Kinloss
Edward Bruce, 2. Lord Kinloss (* 1594; † August 1613), war ein schottischer Adliger.

## Familie
Er war der zweitgeborene Sohn des Edward Bruce, 1. Lord Kinloss, aus dessen Ehe mit Magdalena Clark. Nachdem der schottische König Jakob IV. 1603 als Jakob I. auch König von England geworden war, hatte sein Vater am englischen Hof Karriere gemacht.
Im Rahmen der Investitur des Kronprinzen Henry als Prince of Wales am 2. Juli 1610 in Durham House, London, wurde auch Edward zum Knight of the Bath geschlagen. Zudem erhielt er das Hofamt eines Gentleman of the Bedchamber.
Da sein älterer Bruder Robert jung gestorben war, erbte Edward beim Tod seines Vaters am 14. Januar 1611 dessen schottische Adelstitel als 2. Lord Kinloss und 2. Lord Bruce of Kinloss.
Im Rahmen seiner Ausbildung befand er sich auf einer Grand Tour in den Niederlanden, als er im August 1613 in Bergen op Zoom bei einem Duell von Sir Edward Sackville, dem späteren 4. Earl of Dorset getötet wurde. Er blieb unverheiratet und kinderlos, weshalb sein jüngerer Bruder Thomas seine Adelstitel erbte.